# Déroute de Ludford Bridge
 (décembre 2023).
Si vous disposez d'ouvrages ou d'articles de référence ou si vous connaissez des sites web de qualité traitant du thème abordé ici, merci de compléter l'article en donnant les références utiles à sa vérifiabilité et en les liant à la section « Notes et références ».
En pratique : Quelles sources sont attendues ? Comment ajouter mes sources ?
Guerre des Deux-Roses
Batailles
La déroute de Ludford Bridge est un affrontement sans effusion de sang livrée au début de la guerre des Deux-Roses. Il s'est déroulé les 12 et 13 octobre 1459 et a conduit à un revers sérieux de la Maison d'York. Bien que cet affrontement semble alors être un triomphe pour la Maison de Lancastre, la conduite irréfléchie des vainqueurs fait à nouveau basculer l'avantage en faveur des Yorkistes au bout de six mois.

## Contexte
Lors du premier affrontement de la guerre des Deux-Roses à St Albans en 1455, Richard Plantagenêt, 3e duc d'York, soutenu par son beau-frère Richard Neville, 5e comte de Salisbury, et son neveu Richard Neville, 16e comte de Warwick, avait éliminé ses rivaux au sein de la cour. Il réaffirma pourtant son allégeance au roi Henri VI et fut à nouveau nommé Lord Protecteur jusqu'en février 1456. Néanmoins, la reine Marguerite d'Anjou soupçonnait Richard de vouloir supplanter son fils Édouard de Westminster dans la succession au trône. Elle ne cessa alors de comploter contre Richard et ses alliés Neville. Elle était soutenue par plusieurs nobles de la cour, en particulier les fils des adversaires d'York qui avaient été tués à St Albans en 1455. 
La reprise des hostilités est précipitée par des actions de piraterie conduites par le comte de Warwick, alors capitaine de Calais. En mai 1458, ce dernier avait conduit ses navires dans la Manche pour attaquer des vaisseaux marchands en provenance de Lübeck et d'Espagne. Ce pillage devait lui permettre de payer la garnison de Calais. Bien que ses actes fussent dénoncés à la cour, ils le rendirent populaires auprès des marchands de Londres et du Kent, car ils écartaient des concurrents dans le commerce anglais avec la Flandre. Lorsque Warwick fut convoqué à Londres en octobre 1458 pour répondre de ses actes devant le conseil du roi, il y eut une telle violence entre sa suite et celle de la reine Marguerite que Warwick retourna à Calais sans s'expliquer en affirmant que sa vie avait été mise en danger,.
Marguerite interpréta cette fuite comme un acte de défiance face à l'autorité d'Henri VI. Elle avait en 1456 persuadé Henri de la nécessité de déplacer la cour de Londres dans les Midlands, où ses soutiens avaient le plus d'influence. Les partisans lancastriens de la reine se rassemblèrent lors d'un grand conseil tenu à Coventry le 24 juin 1459. Richard et ses alliés Neville, qui craignaient d'y être arrêtés pour trahison, refusèrent de se présenter devant la reine. Ils furent rapidement accusés de rébellion.
Les forces yorkistes commencent la campagne militaire de manière dispersée. Richard se trouve à Ludlow dans les Marches galloises, Salisbury au château de Middleham dans le Yorkshire et Warwick à Calais. Salisbury et Warwick décident de partir rejoindre Richard. La reine Marguerite, en apprenant cela, ordonne à Henri Beaufort, 2e duc de Somerset, d'intercepter Warwick. Elle charge également James Tuchet, 5e baron Audley, de barrer la route de Ludlow à Salisbury. Warwick parvient avec succès à contourner les forces de Somerset tandis que Salisbury met en déroute Audley à la bataille de Blore Heath le 23 septembre.

## L'affrontement
Même après cette défaite, les forces lancastriennes sous les ordres d'Henri VI et de la reine surpassent largement celles des chefs yorkistes. L'avantage pour les Lancastriens est de deux contre un. L'armée yorkiste tente de se diriger vers Londres mais trouve sa route bloquée à Worcester par l'armée des Lancastre nominalement conduite par Henri. Alors, Richard d'York assiste à une messe à Worcester avant d'assurer le roi de sa loyauté. Cette affirmation écrite est cependant ignorée par la reine et ses conseillers.
Les Yorkistes se retranchent devant Ludlow, au pont fortifié de Ludford, le 12 octobre. Leurs troupes creusent un fossé défensif dans un champ de l'autre côté de la rivière Teme (en). Ils construisent également des barricades avec des charrettes et y placent des canons. Pourtant, le moral est très bas au sein des Yorkistes, particulièrement lorsqu'ils aperçoivent l'étendard royal flotter au-dessus du campement lancastrien. Les Yorkistes savent alors que leur roi est dressé en armure, prêt à les combattre. Pendant la majeure partie de son règne, Henri avait été considéré comme un souverain inefficace et avait sombré dans des périodes de démence qui duraient plusieurs mois. Richard d'York et ses alliés avaient assuré leurs troupes qu'ils ne s'opposeraient qu'aux « conseillers diaboliques » du roi. Désormais, ils réalisent que leur armée risque de refuser d'affronter une armée commandée par Henri VI. Le roi et Humphrey Stafford, 1er duc de Buckingham et commandant en chef de l'armée royale, proclament une offre de pardon à tout soldat yorkiste qui changerait de camp.
Parmi les troupes amenées par Warwick depuis Calais, les Yorkistes comptent 600 hommes conduits par Andrew Trollope, un soldat compétent. Pendant la nuit, Trollope et ses hommes font défection et rejoignent l'armée des Lancastre. Conscients de leur défaite certaine, York et ses alliés annoncent qu'ils retournent à Ludlow pour la nuit. Ils abandonnent alors leur armée et s'enfuient en Galles.
À l'aube du 13 octobre, les troupes yorkistes privées de leurs chefs s'agenouillent pour se soumettre devant Henri VI, qui leur accorde son pardon. Richard a non seulement abandonné son armée mais aussi son épouse Cécile Neville, ses deux plus jeunes fils Georges et Richard et sa plus jeune fille Marguerite. Selon la légende populaire, ils se trouvaient sur la place du marché de Ludlow lorsque les Lancastriens pénétrèrent dans la ville pro-yorkiste. Ils sont placés chez le duc de Buckingham. Les troupes des Lancastre s'empressent de piller Ludlow, s'enivrent et commettent de nombreux outrages

## Conséquences

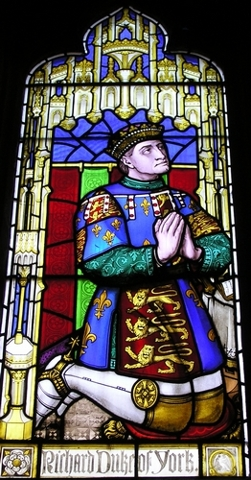
Richard, duc d'York, représenté dans un vitrail de l'église Saint-Laurence de Ludlow. La ville possède encore de nos jours la rose blanche d'York dans ses armoiries.

Richard et son fils cadet Edmond, comte de Rutland, embarquent pour l'Irlande, où Richard est Lord lieutenant de la Couronne depuis 1447. Salisbury, Warwick et le fils aîné de Richard, Édouard, comte de March, s'enfuient vers le sud du pays de Galles, où Warwick a des soutiens, et espèrent également se réfugier en Irlande. Ils sont cependant repoussés par des vents contraires le long du canal de Bristol et atteignent le West Country où un partisan yorkiste, John Dynham, leur prête un navire qui les conduit à Calais. Le 9 octobre, avant même la déroute de Ludford Bridge, Henri VI avait nommé le duc de Somerset capitaine de Calais en remplacement de Warwick. Pourtant, Warwick parvient à devancer Somerset, peut-être de quelques heures seulement. Avec le soutien de son oncle William Neville, 6e baron Fauconberg, Warwick peut compter sur la fidélité de la garnison et de la population de Calais .
Entretemps, Henri VI et son armée retournent à Coventry. Le 20 novembre, un Parlement rempli de Lancastriens décide de frapper d'un bill d'attainder les chefs yorkistes et leurs fidèles. Néanmoins, James Butler, 1er comte de Wiltshire et nommé Lord lieutenant d'Irlande à la place du duc d'York, échoue à expulser les Yorkistes de la Pale. Le Parlement d'Irlande refuse d'accepter les décisions prises par celui de Coventry. Somerset parvient quant à lui à débarquer près de Calais et s'empare de Guînes mais ses deux tentatives pour reprendre Calais à Warwick sont infructueuses. En mars 1460, Warwick embarque pour l'Irlande, tout en échappant à la flotte royale commandée par Henri Holland, 2e duc d'Exeter. Il y rencontre Richard et convient avec lui d'envahir l'Angleterre dans les mois suivants.
Bien que l'Angleterre semble avoir été unie derrière Henri VI après sa victoire à Ludford Bridge, le comportement insolent de sa cour engendre rapidement des plaintes parmi le peuple. Ce dernier reproche en effet l'enrichissement personnel des conseillers du roi aux dépens d'Henri et le désordre. Richard s'était servi de ces griefs pour lever les armes contre la cour d'Henri au début des années 1450. Quelques mois après Ludford Bridge, Warwick débarque à Sandwich le 26 juin 1460, avec le soutien populaire à Londres et dans les environs. Il marche ensuite à travers les Midlands où, le 10 juillet, il capture Henri VI lors de la bataille de Northampton.